# أباد سليمان
أباد سليمان هي قرية في مقاطعة أصفهان، إيران. عدد سكان هذه القرية هو 112 في سنة 2006.